# ガンビア海軍艦艇一覧
ガンビア海軍艦艇一覧は、ガンビア共和国海軍が過去保有した、または現在保有する、または将来保有する予定の、未完成・計画中止を含めた歴代艦艇一覧である。
凡例

## 現有勢力（2024年現在）
- 国防予算：不詳[1]
- 海軍人員：230名[1]
- 艦船隻数：5隻（排水量20t以上）[1]

哨戒艇×5